# Тельца включения (бактерии)
Тельца включения — это нерастворимые белковые агрегаты, образующиеся при суперэкспрессии рекомбинантных белков у бактерий.

## Общие сведения
В клетках под электронным микроскопом чаще всего тельца включения выглядят как большие тёмные скопления. Выделенные из клеток тельца включения представляют собой аморфные сферические или палочковидные образования диаметром от 0,2 мкм до 1,2 мкм.

## Состав
Основой телец включения является суперэкспрессированный в бактерии белок. Согласно некоторым исследованиям в тельцах включения увеличена пропорция β-структур и, таким образом, многие тельца включения являются амилоидом. Наиболее часто, помимо основного белка, тельца включения содержат шапероны DnaK и GroEL, а также два специализированных белка IbpA (Inclusion body protein A) и IbpB (Inclusion body protein B), найденных преимущественно в тельцах включения. Шапероны DnaK находится на поверхности, где он совместно с ClpB участвует в разрушении белкового агрегата и рефолдинге белка, в то время как GroEL  — внутри телец включения. Также тельца включения могут содержать дополнительные белки, в зависимости от того, какой конкретно белок экспрессируется. Так, тельца включения человеческого основного фактора роста фибробластов hFGF-2 дополнительно содержали шаперон DnaK, а также фактор трансляции EF-Tu и метаболические ферменты дигидролипоамид дегидрогеназу LpdA, триптофаназу TnaA, тагалоза-1,6-бисфосфат альдолазу GatY.

## Агрегация. Деагрегация. Роль шаперонов
Было показано, что агрегация белка в тельца включения —  процесс обратимый. Если синтез белка прекращается, то тельца включения постепенно исчезают и полностью свёрнутый белок появляется в цитоплазме. Этот процесс происходит с участием шаперонов DnaK и ClpB и активным использованием энергии гидролиза АТФ. В процессе дезинтеграции телец включения также могут участвовать белки IbpA и IbpB и протеазы Lon и ClpP.

## Использование
Тельца включения содержат относительно чистый экспрессируемый белок и сравнительно легко выделяются. Единственная проблема —  последующий рефолдинг (повторное сворачивание) белка. Поэтому существуют даже специальные системы экспрессии, намеренно направляющие белок в тельца включения. В частности, соединение экспрессируемого белка с такими белками как TrpLE, PurF, PagP, кетостероидизомеразой, приводит к образованию телец включения нужной чистоты. В качестве методов рефолдинга выделяют: разведение белкового раствора, диализ, хроматографический рефолдинг и использование высокого гидростатического давления.